# Yotoco
Yotoco è un comune della Colombia facente parte del dipartimento di Valle del Cauca. 
L'abitato venne fondato da Diego Rengifo Salazar nel 1622, mentre l'istituzione del comune è del 1912.